# Tzoah Rotachat
Tzoah Rotachat (hebräisch צוֹאָה רוֹתַחַת Ṣōʾā Roṯaḥaṯ, deutsch ‚kochender Kot‘) ist im Talmud und im Sohar ein Ort in der Gehinnom, wohin die Seelen der Juden, die bestimmte Sünden begangen haben, zur Bestrafung geschickt würden. Die Vorstellung einer allgemeinen „Hölle“ tritt im Judentum spät in Erscheinung, etwa mit den apokryphen Schriften, oder korrekter den Sefarim Chitzonim (סְפָרִים חִיצוֹנִים) und fand auch keinen Eingang im Tanach.
Der Begriff „Tzoah Rotachat“ kommt aus einer jüdischen Legendentradition und wird in rabbinischen Texten verwendet. Es bezieht sich auf eine besonders abstoßende oder unheilvolle Erscheinung oder Situation. Im Kontext der jüdischen Auslegung und der religiösen Literatur wird dieser Ausdruck oft mit Dingen oder Handlungen assoziiert, die als moralisch unrein oder besonders verwerflich gelten. Es ist ein Ort, an denen die Verbannten nicht einmal am Schabbat Erleichterung erführen.
Das Tzoah Rotachat ist ein zum Scheol verwandtes Konzept jüdischer Legenden.

## Babylonischer Talmud
Der babylonische Talmud nennt den Grund, warum ein Jude nach Tzoah Rotachat geschickt wird: Diejenigen, die über die Worte des Chazal (hebräisch חז״ל ḥazal) spotten, sollen in Tzoah Rotachat gerichtet werden. Der babylonische Talmud weist auch darauf hin, dass die Strafe eher eine physische Auswirkung habe. In Eruvin 21b.10 schrieb Raschi, dass derjenige, der „übermäßig spottet“, mit dem zweiten Teil derselben „Belastung des Fleisches“ konfrontiert wird, also im Wesentlichen über eine übermäßige (Belastung) seines Körpers gerichtet wird.

## Rabbinische Literatur
Die Rabbiner verwenden nur den Begriff „Gehinnom“, der direkt aus dem Hebräischen stammt, und niemals „Gehenna“, die griechische Transliteration. Gehenna wird in der Tora nicht im Sinne von „Hölle“ erwähnt. Trotzdem behaupten einige rabbinische Texte, Gott habe Gehenna am zweiten Tag der Schöpfung erschaffen (Genesis Rabbah 4:6, 11:9). 
Andere Texte behaupten, Gehenna sei Teil von Gottes ursprünglichem Plan für das Universum gewesen und tatsächlich vor der Erde erschaffen worden (Pesahim 54a; Sifre Deuteronomium 357). Das Konzept von Gehenna wurde wahrscheinlich von der biblischen Vorstellung von Scheol inspiriert. Das ursprüngliche Bild von Scheol ist nicht der „ewige Feuersee“ Gehenna aus dem 1. Jahrhundert als Ort der Bestrafung oder Vernichtung der Bösen und kommt in klassischen rabbinischen Quellen nicht häufig vor. 
Gehenna wird mit Scheol verglichen, wohin die Bösen gehen, um zu leiden, wenn sie gerichtet werden. Die Mischna nennt sieben biblische Personen, die keinen Anteil an Olam Haba, wörtlich „der kommenden Welt“, erhalten: Jerobeam, Ahab, Manasse, Doëg der Edomiter, Ahitophel, Bileam und Gehasi. 
Ein Midrasch-Fragment lautet jedoch: „Keine Sünde ist schwerer als Götzendienst, denn er ist Verrat gegen Gott. Doch selbst diese wird nach aufrichtiger Reue vergeben; wer aber nur aus einem Geist des Widerstands sündigt, um zu sehen, ob Gott die Bösen bestrafen wird, wird keine Vergebung finden, auch wenn er in seinem Herzen sagt: ‚Ich werde am Ende Frieden haben (durch Reue),auch wenn ich im Starrsinn meines bösen Herzens wandle“ (Deut 29,19 ). Einer dieser Männer war Amon, der Sohn Manasses, denn die (apokryphe) Schrift sagt: „Und Amon dachte sich eine böse Übertretung aus und sagte: ‚Mein Vater war von Kindheit an ein großer Übertreter, und er bereute im Alter. So will ich jetzt der Lust meiner Seele folgen und danach zum Herrn zurückkehren.‘ Und er tat mehr Böses in den Augen des Herrn als alle, die vor ihm waren; aber der Herr, Gott, vertrieb ihn schnell aus diesem guten Land. Und seine Diener verschworen sich gegen ihn und töteten ihn in seinem eigenen Haus, und er regierte nur zwei Jahre.“ Es ist bemerkenswert, dass genau dieses Midrasch-Fragment Licht auf die nachdrückliche Lehre der Mischna (Yoma, viii. 9) wirft: „Wer sagt: ‚Ich werde sündigen und danach bereuen‘, dem wird die Zeit zur Reue nicht gewährt.“

## Der Sohar
Dieser definierte Ort wird im Sohar zitiert:
„Es gibt einen Ort im Gehinom – und Ebenen darin – die Tzoah Rotachat genannt werden. Und darin ist der Schmutz der Seelen, die von allem Schmutz dieser Welt beschmutzt sind, und (die Seele selbst) wird gereinigt und nach oben gebracht, (aber) dieser Schmutz bleibt dort drüben. Und diese bösen Ebenen, die Tzoah Rotachat genannt werden, herrschen über diesen (übrig gebliebenen) Schmutz. Und das Feuer des Gehinnom herrscht über diesen Schmutz, der übrig bleibt, und es gibt verantwortliche Individuen, die sich ständig mit Sünden beschmutzen und nicht unternehmen, sich von ihnen (diesen Sünden) zu reinigen, und sie sterben ohne Reue. Und (während sie lebten) sündigten sie und brachten andere dazu, zu sündigen, und sie waren ihr ganzes Leben lang von sturer Natur und unterwarfen sich ihrem Meister in dieser Welt nicht. Sie werden dort drüben in diesem Schmutz und in diesem Tzoah Rotachat gerichtet, das niemals freigelassen wird. Am Schabbat, Rosch Chodesch und Jom Tov bleibt das Feuer bestehen, aber sie werden nicht gerichtet (aber andererseits) nicht freigelassen.“ (Sohar Band 2 S. 150b)